# Ilgazina
Ilgazina es un género de foraminífero bentónico de la subfamilia Orbitoidinae, de la familia Orbitoididae, de la superfamilia Orbitoidoidea, del suborden Rotaliina y del orden Rotaliida. Su especie tipo es Ilgazina unilateralis. Su rango cronoestratigráfico abarca desde el Campaniense hasta el Maastrichtiense (Cretácico superior).

## Clasificación
Ilgazina incluye a la siguiente especie:
- Ilgazina unilateralis †